# Об'єднані колишні тайські території
19°15′ пн. ш. 101°30′ сх. д. / 19.25° пн. ш. 101.5° сх. д.
Об'єднані колишні тайські території (тай. สหรัฐไทยเดิม, латиніз. Saharat Thai Doem, дос. «Об'єднані колишні тайські території») — адміністративний поділ Таїланду, що охоплював частини Шанських штатів Британської Бірми, анексовані урядом Таїланду після завоювання Бірми Японією.
За допомогою цієї анексії Таїланд, що приєднався до країн Осі, розширився на північ до 22-ї паралелі та отримав кордон з Китаєм. Чонтун (Kengtung) був адміністративним центром провінції. Після падіння уряду Фібуна в серпні 1944 року новий тайський уряд повідомив британцям, що відмовляється від усіх претензій на Шанські країни та північну Малайю і що він негайно поверне ці території Великій Британії. Уряд Черчилля не прийняв тайської увертюри і був готовий до дій у відповідь. Тайська армія евакуювалася з окупованих територій в серпні 1945 р.

## Географія
Територія провінції Північний Тай була гористою, за винятком кількох невеликих районів, таких як міжгірна улоговина Кенгтунг. Річка Салуїн позначала західний кордон нової провінції. Крайньою північною точкою було прикордонне місто Панкан.
Доріг, що сполучали райони, було небагато, і більшість населення жило в невеликих гірських селах. Ця територія в основному була населена народом тай яй, але також були значні громади людей лаху, акха і ва, а також представників етнічної групи каренів, включаючи червоних каренів і каянів.

## Історія

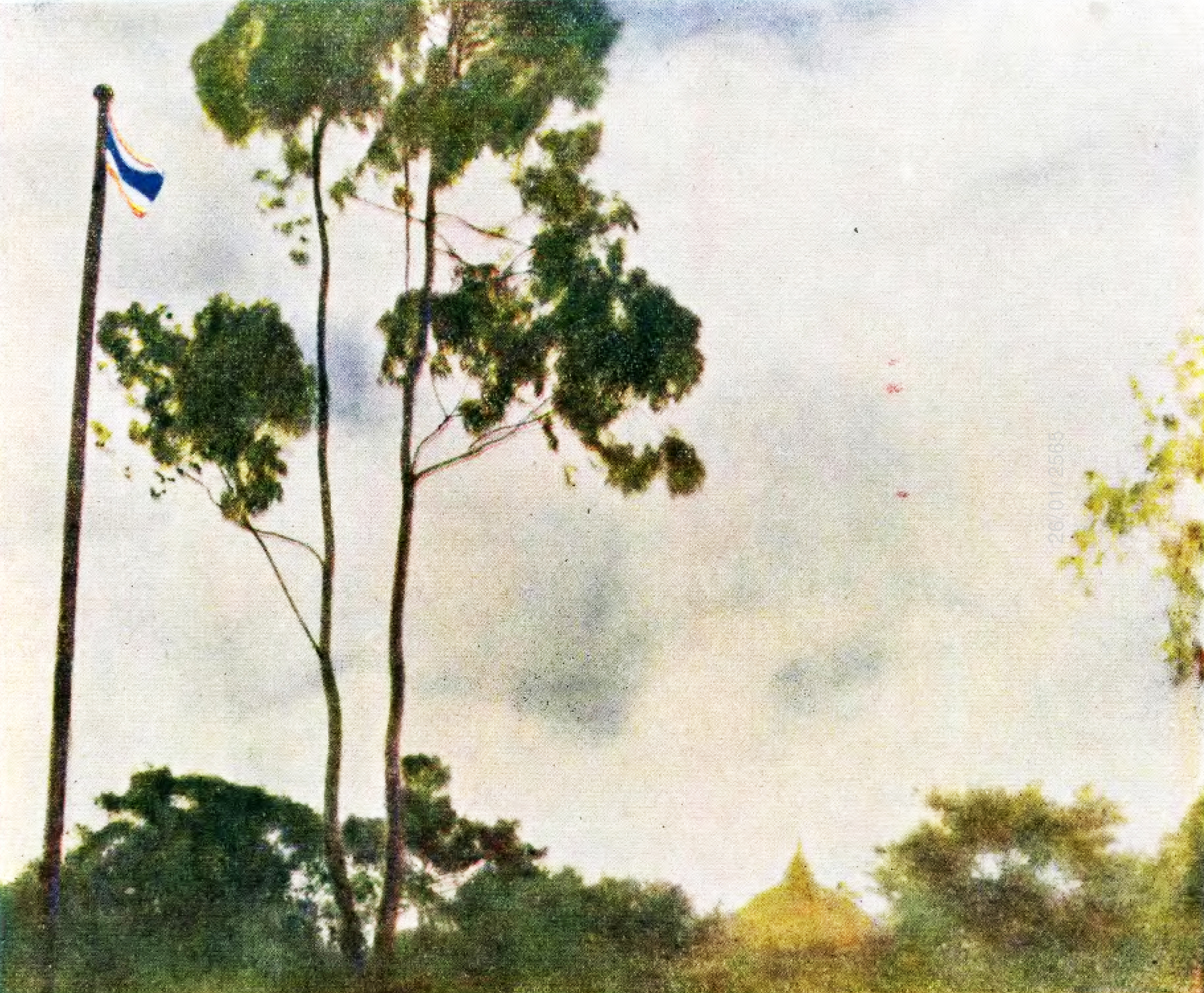
Тайський прапор у Кенгтунзі

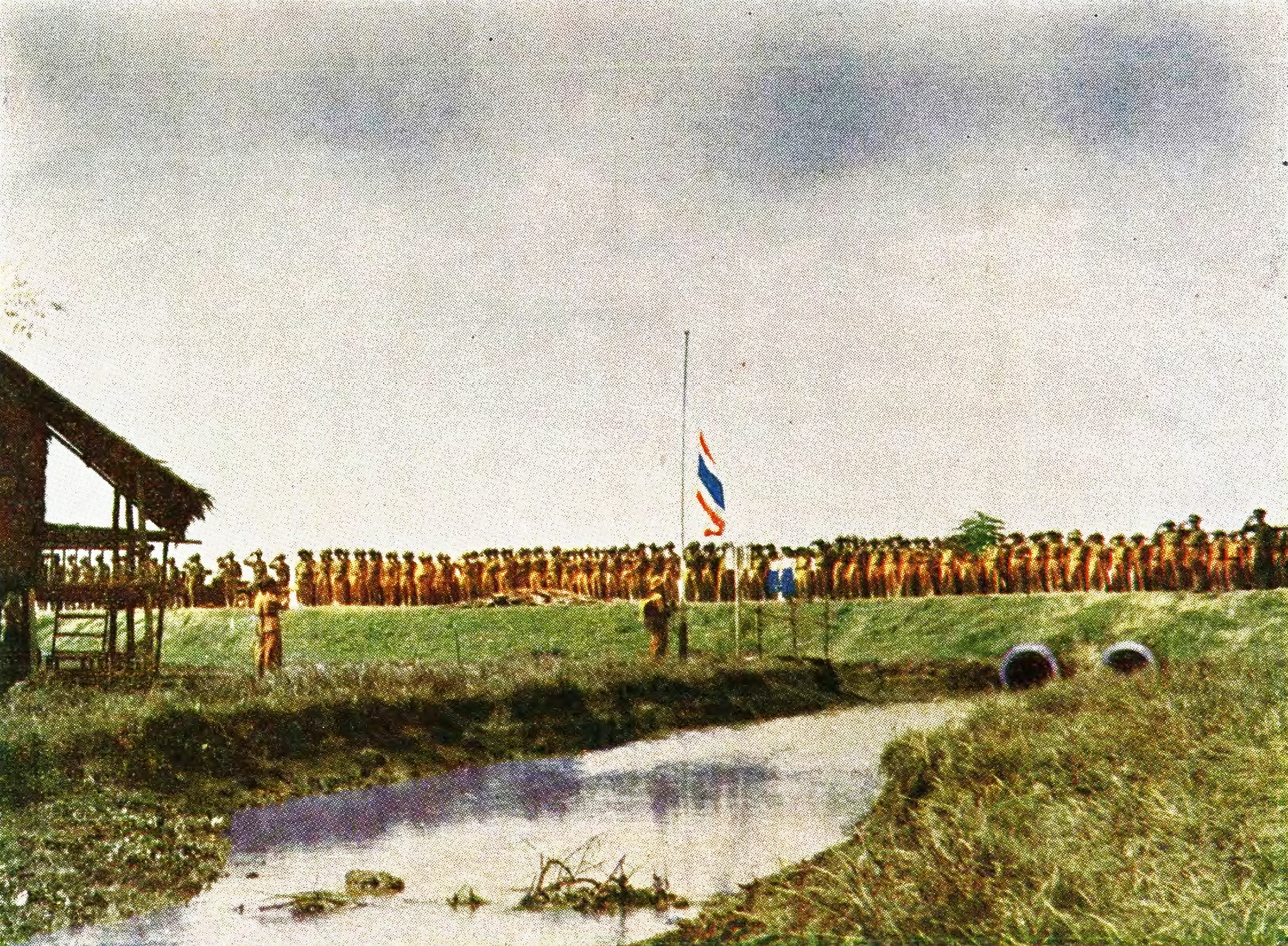
Тайські солдати та урядовці окупували бірманське село

14 грудня 1941 року прем'єр-міністр Таїланду Плек Пібунсонграм підписав таємну угоду з Японською імперією та зобов'язав тайські збройні сили брати участь у запланованих Малайській операції та Бірманській кампанії. Альянс між Таїландом і Японією був підписаний 21 грудня 1941 року. 25 січня 1942 року уряд Таїланду, вважаючи, що союзники зазнали поразки, оголосив війну Сполученим Штатам і Сполученому Королівству. Як нагороду за вступ з ними у військовий союз японці погодилися повернути Таїланду Кедах, Перліс, Келантан і Теренгану, чотири малайські провінції, передані британцям у 1909 році, а також частини штату Шан у Британській Бірмі, що вважалися «втраченими територіями» Таїланду.
Відповідно до військового союзу Таїланду з Японією, підписаного 21 грудня 1941 року, японці погодилися, що територія східної частини штату Шан на схід від річки Салуїн має перебувати під управлінням Таїланду.
У 1942 році японська імператорська армія (ЯІА) у супроводі тайської армії Пхаяп вторглася в федеративні Шанські держави з Таїланду. Оборона Шанських держав була залишена націоналістичним китайським силам на прохання британців. 93-тя дивізія китайської армії захищала Кентунг, а 249-та і 55-та дивізії охороняли територію від штатів Кентунг до Каренні вздовж кордону з Таїландом. До листопада 1942 року японські війська, маючи перевагу в повітрі, витіснили націоналістичні китайські сили. ЯІА дозволила армії Пхаял окупувати весь державу Кентунг і чотири транс-салуїнські райони Монг Танг, Монг Ханг, Монг Кявт і Монг Хта держави Монгпан. Після існуючої угоди між прем'єр-міністром Таїланду Плеком Пібунсонграмом і Японською імперією 18 серпня 1943 року японський уряд погодився на анексію Таїландом Кенгтунга і частини держави Монгпан (а також анексію Келантан, Тренгану, Кедах, держави Перліс і сусідніх острови в Малайї). Тайський уряд хотів отримати два райони Мьонгмау і Мехсакун держави Мавкмай на півдні Шану, а також частину Кантараваді в державі Каренні, все на схід від річки Салуїн, але японці у вересні 1943 року передали їх своїй клієнтській Бірманській державі.
Під час японського вторгнення в Бірму китайське мусульманське місто в Британській БірміПанглонг було повністю зруйноване японськими загарбниками. Хуейцзу Ма Гуангуй став лідером гвардії самооборони Хуей Панлун, створеної Су, якого уряд Гоміндана Китайської Республіки направив для боротьби проти японського вторгнення в Панлун у 1942 році. Японці зруйнували Панглонг, спаливши його і вигнавши понад 200 домогосподарств хуейцзу як біженців. Юньнань і Кокан прийняли біженців-хуейцзу з Панлунгу, вигнаних японцями. Одним із племінників Ма Гуангуї був Ма Єйє, син Ма Гуанхуа, і він розповів історію Панглангу, включно з японським нападом. Розповідь про японську атаку на Хуейцзу у Панглоні була написана та опублікована в 1998 році Хуі з Панлонга під назвою «Буклет Панлонг». Напад Японії в Бірмі змусив сім'ю Хуей Му шукати притулку в Панглонзі, але вони були знову вигнані з Панглонга в Юньнань, коли японці напали на Панглонг.
Тайська армія залишалася там до кінця війни, хоча тайський уряд почав змінювати свою позицію, коли хід війни став на користь союзників. Після падіння уряду Фібуна в серпні 1944 року новий уряд Кхуанг Апхайвонг повідомив британський уряд, що він відмовляється від усіх претензій на Шанські держави і північну Малайю, і що він негайно поверне ці території Великій Британії. Уряд Черчилля не прийняв тайської увертюри і був готовий до дій у відповідь. Тайська армія покинула обидві Шанські держави лише в серпні 1945 року.

## Адміністрація

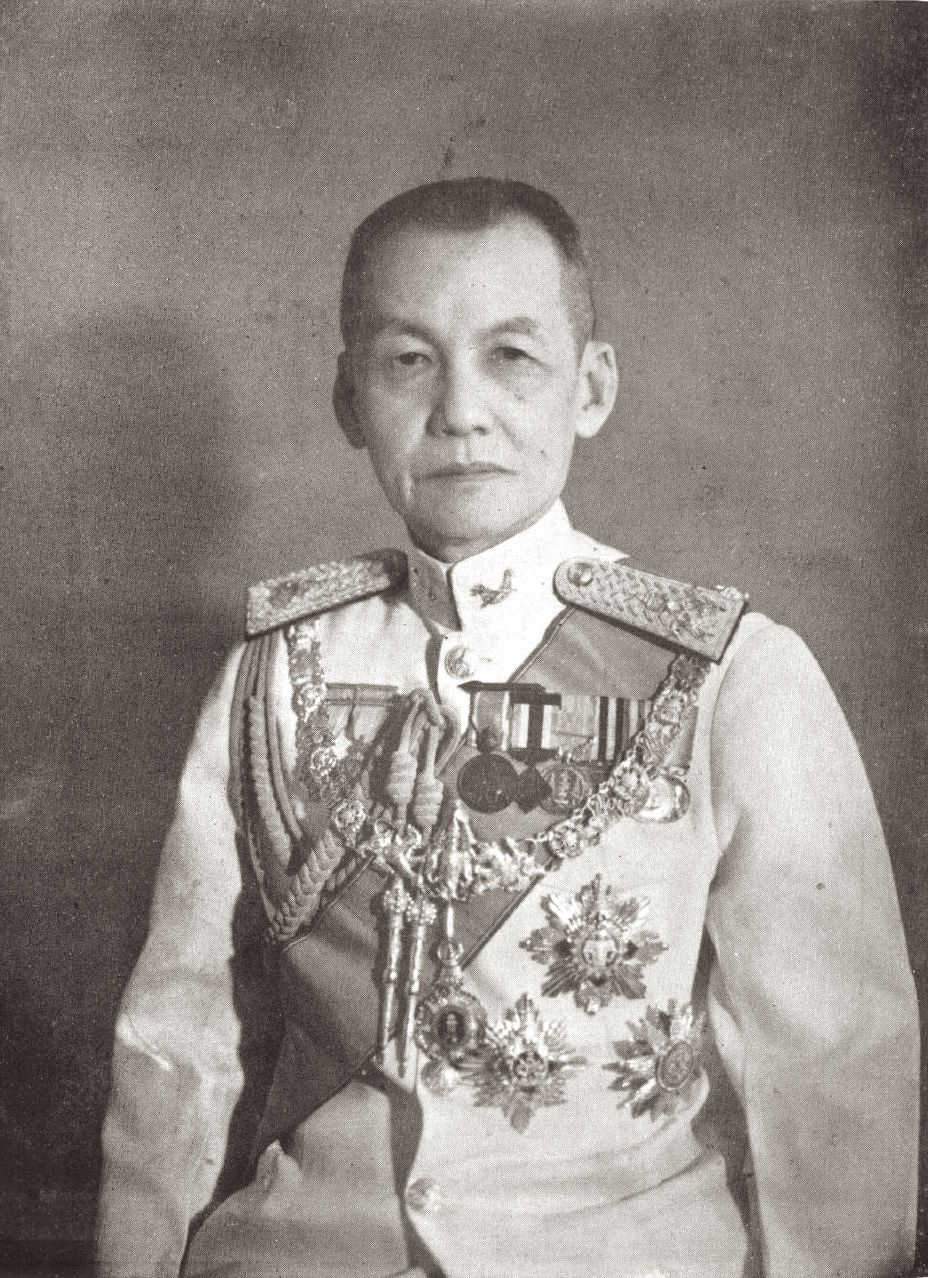
Фін Чунхаван, тайський військовий губернатор Сахарат Тай Доем

На початку вторгнення було створено рудиментарну адміністрацію з центром у місті Кенгтунг. Складена здебільшого з невеликих сільських громад, під час окупації тайська територія в штаті Шан залишалася майже забутим місцем. Поранені або хворі тайські солдати, яких відправляли до Бангкока, були шоковані тим, що про труднощі північної тайської армії на нещодавно анексованій території нічого не знали і не переймалися ними.

### Органи влади

#### Військовий губернатор Таїланду в Кенгтунг і Монгпан
- Грудень 1942—1945 рр. Фін Чунхаван (нар. 1891 — пом. 1973)

### Адміністративний поділ

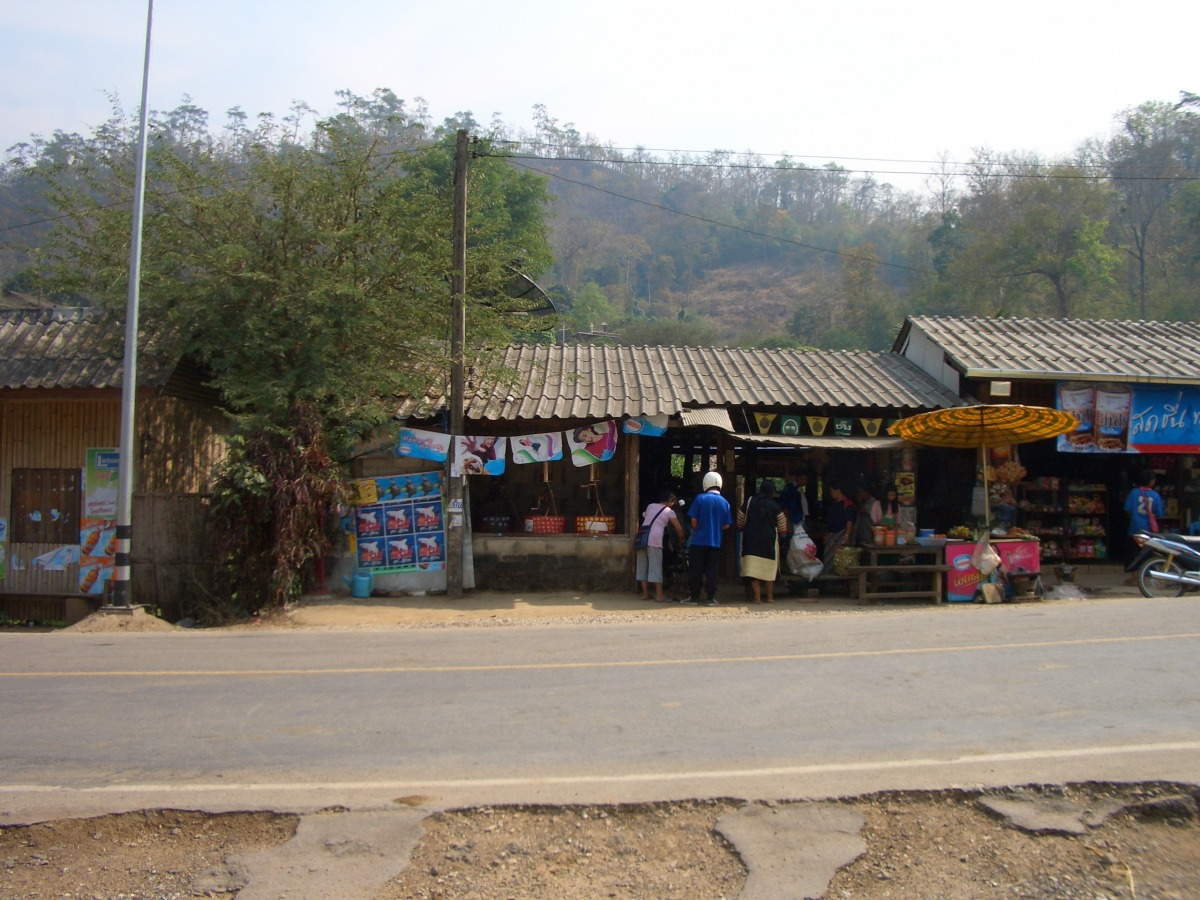
Північна петля на шосе 1285 від Мей Хонг Сон була заснована на оригінальній мережі доріг, побудованій у 1943 році, щоб з'єднати Об'єднані колишні тайські території з рештою Таїланду.

Об'єднані колишні тайські території були поділені на дванадцять районів (амфое), до яких пізніше було додано ще один район. Особливим районом був Муанг Фан.
|    | Назва            | Тайською мовою | Відповідник у Бірмі                                                                           |
| -- | ---------------- | -------------- | --------------------------------------------------------------------------------------------- |
| 1  | Муанг Чіанг Тунг | เมืองเชียงตุง     | Район Кенгтун                                                                                 |
| 2  | Муанг Йонг       | เมืองยอง        | Містечко Монг Явнг                                                                            |
| 3  | Муанг Пхаяк      | เมืองพยาค       | Район Монг Хпаяк                                                                              |
| 4  | Муанг Ю          | เมืองยู้          |                                                                                               |
| 5  | Муанг Чинг       | เมืองชิง         |                                                                                               |
| 6  | Муанг Ма         | เมืองมะ         |                                                                                               |
| 7  | Муанг Янг        | เมืองยาง        | Містечко Монг Янг                                                                             |
| 8  | Муанг Кхак       | เมืองขาก        |                                                                                               |
| 9  | Муанг Лен        | เมืองเลน        |                                                                                               |
| 10 | Муанг Ко         | เมืองโก         |                                                                                               |
| 11 | Муанг Сат        | เมืองสาด        | Містечко Монг Гсат                                                                            |
| 12 | Муанг Ханг       | เมืองหาง        | Село Монг Ханг, селище Монг Тонг                                                              |
| –  | Муанг Фан*       | เมืองพาน        | Чотири райони Möng Tang, Möng Hang, Мьонг Кьявт і Мьонг Хта, що належать до містечка Монг Пан |

## Історичні події
- Прапор Таїланду було піднято в Кенгтунзі 5 червня 1942 року. Кетунг (Чіанг Тунг) стане столицею нової тайської провінції.
- Тайська армія дійшла до Мандалаю, але японці санкціонували лише анексію частини завойованих територій. Тайські танки брали участь у боях під Таунзі.
- Тайські та японські солдати зустрілися в Мандалаї (Бірманська кампанія 1942 р.).